# Blatná na Ostrove
Blatná na Ostrove (hongrois : Sárosfa, autrefois aussi Sárosfalva) est un village de Slovaquie situé dans la région de Trnava.

## Histoire
Première mention écrite du village en 1286.

## Démographie

### Évolution de la population
| Année:               | 1994. | 2004.   | 2014.   | 2024.    |
| -------------------- | ----- | ------- | ------- | -------- |
| Nombre de personnes: | 792   | 828     | 854     | 994      |
| Différence:          |       | +4,54 % | +3,14 % | +16,39 % |

| Année:               | 2023. | 2024.   |
| -------------------- | ----- | ------- |
| Nombre de personnes: | 1003  | 994     |
| Différence:          |       | -0,89 % |